# František Hekl
František Hekl (24. ledna 1915 Nemojany – 25. října 1941 Loch Doon), rozený Heckel, byl československým pilotem Československého letectva a později Royal Air Force během druhé světové války.

## Život

### Před druhou světovou válku
Narodil se 24. ledna 1915 v Nemojanech na Vyškovsku do rodiny drážního zaměstnance Bedřicha Heckela a jeho ženy Irmy. Jeho starším bratrem byl Bedřich Heckel (12. prosince 1913 Lužice u Hodonína – 7. května 1989 Zlín), později literární historik, pedagog a účastník druhého odboje. V roce 1920 byl Bedřich Heckel přeložen do Bratislavy a rodina se tam s ním přestěhovala; následně se přestěhovala ještě jednou do obce Lubeník na východě tehdejší Československé republiky.  
František Hekl absolvoval Státní československou vyšší průmyslovou školu strojnickou v Bratislavě a poté školu pro důstojníky v záloze při Vojenském leteckém učilišti v Prostějově, oddělení pozorovatelů. Z té přešel k 1. říjnu 1936 na Vojenskou akademií v Hranicích a službu v Československém letectvu nastoupil v srpnu 1937 jakožto poručík letectva a stíhací pilot 32. stíhací letky Leteckého pluku 1 „T. G. Masaryka“ v Hradci Králové; zde létal na moderních stíhacích dvouplošnících Avia B-534. Během vyhlášení všeobecné mobilizace v září roku 1938 držel bojovou pohotovost na východním Slovensku.  
Po okupaci v březnu 1939 si počeštil příjmení na Hekl a 23. července 1939 překročil státní hranici do Polska. Přidal se do polského letectva a byl jedním ze 72 československých letců pod vedením štábního kapitána Bohumila Lišky. 

### Druhá světová válka

#### Vojenská služba

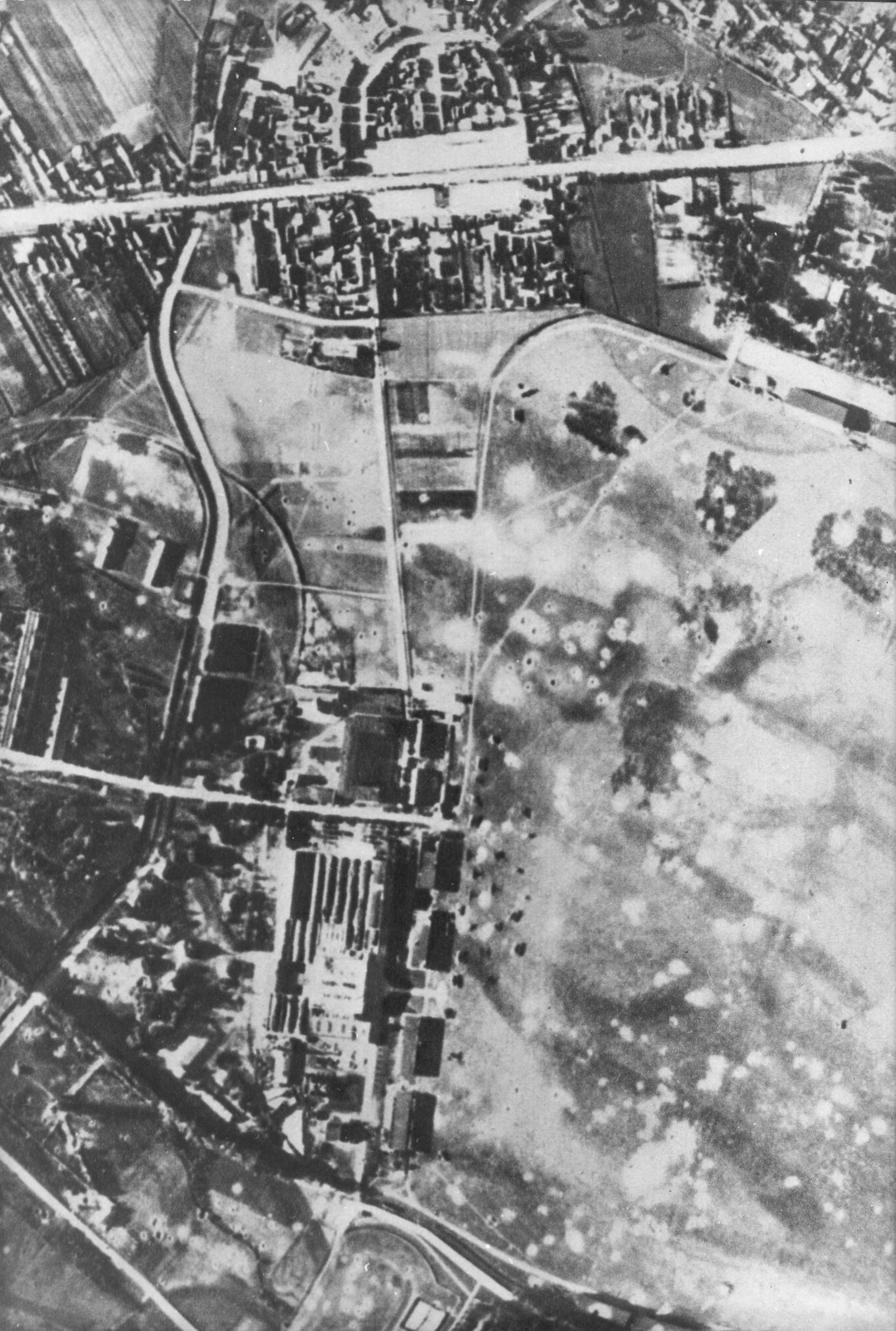
Letecký snímek zachycují polskou leteckou základnu Deblin-Irena po bombardování německou Luftwaffe.

Den po vypuknutí války, 2. září 1939, zažil Hekl na polské letecké základě Deblin-Irena nálet německé Luftwaffe. Během tohoto náletu zemřel kromě dvou dalších Čechoslováků také nadporučík letectva Štěpán Kůrka, jeden z československých letců a Heklův přítel z Vojenské akademie v Hranicích. Hekl sám byl během náletu raněn, výbuch bomby mu prorazil ušní bubínek. Rodiče Štěpána Kůrky se po válce mylně domnívali, že Hekl zahynul 2. září 1939 spolu s jejich synem, a proto trvali na uvedení Heklova jména na památníku v Kůrkových rodných Lužicích na Hodonínsku.
Hekl se následně pokusil dostat do Rumunska, ale byl zajat Rudou armádou postupující Polskem z východu a odeslán k internaci v Sovětském svazu. Ten opustil v červenci 1940 a přes Turecko, Egypt a Indii se dostal do Velké Británie, kde přistál 27. října 1940. Letecký výcvik zde nastoupil v únoru 1941 a zakončil jej v srpnu téhož roku v RAF Debden v Essexu.
K 312. československé stíhací peruti RAF, toho času dislokované na letecké základě RAF Ayr/Heathfield ve skotském městě Ayr, letce B, nastoupil 7. září 1941 po krátké dovolené. Jeho velitel Alois Vašátko ho v posudku velitele poskytnutém v rámci pozůstalostního řízení popsal následovně: „Velmi snaživý a schopný důstojník. Skvělý a obětavý kamarád. Dobrý a snaživý stíhací pilot.“

#### Smrt
Heklova jednotka obdržela 20. října 1941 šest starších letounů Supermarine Spitfire Mk. IIA pro účely zácviku před přezbrojením perutě na modernější Spitfire Mk. V. O těchto šesti strojích se válečný deník perutě toho samého dne zmiňuje následovně: „Peruť obdržela prvých 6 Spitfirů MK II, bohužel vesměs starší stroje a nikoliv úplně vybavené rádiem, takže potrvá několik dnů než bude možno je dát do provozu na operační létání.“ 
Dne 24. října 1941 Hekl absolvoval svůj první let v jednom z těchto letadel se sériovým číslem P8081 a označením DU-R. Následující den Hekl nastoupil do dalšího z těchto letounů se sériovým číslem P7540 a označením DU-W a vydal se na orientační let směrem na jih. Při přeletu nad asi dvacet mil jižně vzdáleným jezerem Loch Doon podle očitých svědků Heklův Spitfire náhle klesl z 300 metrů těsně nad vodní hladinu, naklonil se a pravým křídlem o hladinu zavadil, následkem čehož letadlo i s Heklem havarovalo. 

## Loch Doon Spitfire
V roce 1977 inicioval Bruce Robertson, člen letecké asociace ve městě Dumfries na jihu Skotska, pátrání po vraku Spitfiru P7540, ve kterém Hekl havaroval. Doufal, že by se vyzvednutý letoun mohl stát součástí sbírky nově založeného leteckého muzea Dumfries & Galloway. Asistence se mu dostalo od potápěčského klubu z Dumfries. První tři ponory na jezerní dno Loch Doon v témže roce nezaznamenaly úspěch. V srpnu 1979 se k projektu přidali členové Severní federace britských podvodních klubů (NORFED); klub z anglického Blackpoolu se stal hlavním organizátorem pátrání. Po změně pátrací strategie v roce 1982 byl letoun v hloubce osmi metrů nalezen, a to 16. května 1982 po šesté hodině večerní. Pozůstatky pilota se nenašly, ale letoun samotný byl vyzvednut a zrestaurován. Nyní je k vidění staticky vystavený v leteckém muzeu Dumfries & Galloway.

## Ocenění

### Posmrtná ocenění
- Dne 29. května 1991 byl František Hekl rozkazem číslo 0103 ministra obrany ČSFR povýšen do hodnosti plukovníka in memoriam.[7]
- Dne 3. května 1947 byl jakožto štábní kapitán letectva vyznamenán Československým válečným křížem 1939 in memoriam "v uznání vynikajících zásluh o osvobození republiky Československé".[8]
- Dne 26. května 1941 mu byl udělen polský Kříž za chrabrost za účast v polské kampani v roce 1939; převzal jej 21. července 1941 v Londýně.[9]